# Kyucharli
Kyucharli (azerbajdzjanska: Köçərli) är en ort i Azerbajdzjan.   Den ligger i distriktet Tərtər Rayonu, i den centrala delen av landet, 240 km väster om huvudstaden Baku. Kyucharli ligger 105 meter över havet och antalet invånare är 1 528.
Terrängen runt Kyucharli är platt, och sluttar brant österut. Runt Kyucharli är det ganska tätbefolkat, med 129 invånare per kvadratkilometer.. Närmaste större samhälle är Barda, 12,4 km norr om Kyucharli.
Trakten runt Kyucharli består till största delen av jordbruksmark.